# Саванова вівсянка
Саванова вівсянка (Passerculus) — рід птахів, що належить до родини горобцеподібних Нового Світу (Passerellidae). В даний час вважається, що він включає лише один вид вівсянку саванову (P. sandwichensis). Давніше всіх вівсянок відносили до родини вівсянкових (Emberizidae), до речі ця попередня ситуація відображена в «Вітчизняній номенклатурі птахів світу» Г. Фесенка 2018 року, де в роді Passerculus іще наведені чотири види: 
- Вівсянка каліфорнійська (P. guttatus)
- вівсянка великодзьоба (P. rostratus)
- вівсянка сан-бенетійська (P. sanctorum)
- вівсянка саванова (P. sandwichensis)[2].